# Gobierno de Cataluña 1992-1995
Gobierno de la Generalidad de Cataluña correspondiente a la IV legislatura parlamentaria del período democrático. Sucedió al Gobierno de Cataluña 1988-1992.

## Cronología
En las elecciones del 15 de marzo de 1992, la candidatura encabezada por Jordi Pujol de Convergencia y Unión obtuvo una mayoría absoluta de 70 escaños, frente a los 40 escaños obtenidos por  el Partido de los Socialistas de Cataluña de Raimon Obiols. 
El 9 de abril de 1992 tuvo lugar el debate de investidura, y Jordi Pujol resultó elegido por cuarta vez consecutiva como Presidente de la Generalidad de Cataluña, con 70 votos a favor de Convergencia y Unión, 58 en contra de Partido de los Socialistas de Cataluña, Esquerra Republicana de Catalunya e Iniciativa por Cataluña Verdes y 7 abstenciones del Partido Popular de Cataluña.

## Estructura del gobierno
|                                       |                                                                               |                                                                   |                                                                   |
| Partido político                      |                                                                               | CiU                                                               | CDC                                                               |
| Partido político                      | UDC                                                                           | CiU                                                               |                                                                   |
| Presidencia                           |                                                                               |                                                                   |                                                                   |
| Presidencia de la Generalidad         |                                                                               | Jordi Pujol 15 de abril de 1992-11 de enero de 1996               | Jordi Pujol 15 de abril de 1992-11 de enero de 1996               |
| Consejerías                           |                                                                               |                                                                   |                                                                   |
| Gobernación                           |                                                                               | Josep Gomis i Martí 15 de abril de 1992-22 de diciembre de 1992   | Josep Gomis i Martí 15 de abril de 1992-22 de diciembre de 1992   |
| Gobernación                           | Maria Eugènia Cuenca 22 de diciembre de 1992-1 de febrero de 1995             |                                                                   |                                                                   |
| Gobernación                           | Xavier Pomés i Abella 1 de febrero de 1995-11 de enero de 1996                |                                                                   |                                                                   |
| Justicia                              |                                                                               | Agustí Bassols 15 de abril de 1992-22 de diciembre de 1992        | Agustí Bassols 15 de abril de 1992-22 de diciembre de 1992        |
| Justicia                              | Antoni Isac 22 de diciembre de 1992-1 de febrero de 1995                      |                                                                   |                                                                   |
| Justicia                              | Núria de Gispert 1 de febrero de 1995-11 de enero de 1996                     |                                                                   |                                                                   |
| Industria y Energía                   |                                                                               | Antoni Subirà 15 de abril de 1992-11 de enero de 1996             | Antoni Subirà 15 de abril de 1992-11 de enero de 1996             |
| Educación                             |                                                                               | Josep Laporte 15 de abril de 1992-22 de diciembre de 1992         | Josep Laporte 15 de abril de 1992-22 de diciembre de 1992         |
| Educación                             | Joan Maria Pujals i Vallvé 22 de diciembre de 1992-11 de enero de 1996        |                                                                   |                                                                   |
| Cultura                               |                                                                               | Joan Guitart i Agell 15 de abril de 1992-11 de enero de 1996      | Joan Guitart i Agell 15 de abril de 1992-11 de enero de 1996      |
| Economía y Finanzas                   |                                                                               | Macià Alavedra 15 de abril de 1992-11 de enero de 1996            | Macià Alavedra 15 de abril de 1992-11 de enero de 1996            |
| Sanidad y Seguridad Social            |                                                                               | Xavier Trias 15 de abril de 1992-11 de enero de 1996              | Xavier Trias 15 de abril de 1992-11 de enero de 1996              |
| Bienestar Social                      |                                                                               | Antoni Comas i Baldellou 15 de abril de 1992-11 de enero de 1996  | Antoni Comas i Baldellou 15 de abril de 1992-11 de enero de 1996  |
| Trabajo                               |                                                                               | Ignasi Farreres i Bochaca 15 de abril de 1992-11 de enero de 1996 | Ignasi Farreres i Bochaca 15 de abril de 1992-11 de enero de 1996 |
| Política Territorial y Obras Públicas |                                                                               | Joaquim Molins 15 de abril de 1992-29 de abril de 1993            | Joaquim Molins 15 de abril de 1992-29 de abril de 1993            |
| Política Territorial y Obras Públicas | Josep Maria Cullell 29 de abril de 1993-18 de noviembre de 1994               |                                                                   |                                                                   |
| Política Territorial y Obras Públicas | Jaume Roma i Rodríguez 18 de noviembre de 1994-15 de junio de 1995            |                                                                   |                                                                   |
| Política Territorial y Obras Públicas | Artur Mas 15 de junio de 1995-11 de enero de 1996                             |                                                                   |                                                                   |
| Agricultura, Ganadería y Pesca        |                                                                               | Joan Vallvé 15 de abril de 1992-14 de septiembre de 1992          | Joan Vallvé 15 de abril de 1992-14 de septiembre de 1992          |
| Agricultura, Ganadería y Pesca        | Francesc Xavier Marimon i Sabaté 14 de septiembre de 1992-11 de enero de 1996 |                                                                   |                                                                   |
| Comercio, Consumo y Turismo           |                                                                               | Lluís Alegre i Selga 15 de abril de 1992-11 de enero de 1996      | Lluís Alegre i Selga 15 de abril de 1992-11 de enero de 1996      |
| Medio Ambiente                        |                                                                               | Albert Vilalta 15 de abril de 1992-11 de enero de 1996            | Albert Vilalta 15 de abril de 1992-11 de enero de 1996            |